# 多種多様
| ウィキペディアには「多種多様」という見出しの百科事典記事はありません（タイトルに「多種多様」を含むページの一覧/「多種多様」で始まるページの一覧）。 代わりにウィクショナリーのページ「多種多様」が役に立つかもしれません。 |